# رزيق أبو عبد الله الألهاني
رزيق أبو عبد الله الألهاني، تابعي ومُحدِّث من أهل حمص. روى له ابن ماجة.

## روايته للحديث النبوي
- روى عن: أنس بن مالك، وثوبان مولى النبي، وعبادة بن الصامت مرسلًا، وعمرو بن الأسود العنسي، والمغيرة بْن حكيم، وأبي الدرداء مرسلًا.
- روى عنه: أرطاة بن المنذر الشامي،[1] وإسماعيل بن عياش، وعبد الرحمن بْن الحارث بْن عياش بْن أَبي ربيعة، ومسلمة بْن علي الخشني، وأبو الخطاب الدمشقي.[2]
- الجرح والتعديل: ذكره ابن حبان في كتاب الثقات، وقال أبو زرعة الرازي: «لا بأس به»، وقال ابن حجر العسقلاني: «صدوق له أوهام من الخامسة»،[3] روى له ابن ماجة.[2]